# Hôtel Muteau
L'hôtel Muteau est un hôtel particulier de la ville de Dijon situé au 1 rue Legouz-Gerland, dans son secteur sauvegardé.

## Histoire
L'hôtel particulier Muteau est inscrit partiellement aux monuments historiques par arrêté du 26 septembre 1990. Les éléments protégés sont : la façade et la toiture correspondante sur rue à l'extérieur ainsi que la cage et l'escalier à l'intérieur.

## Galerie

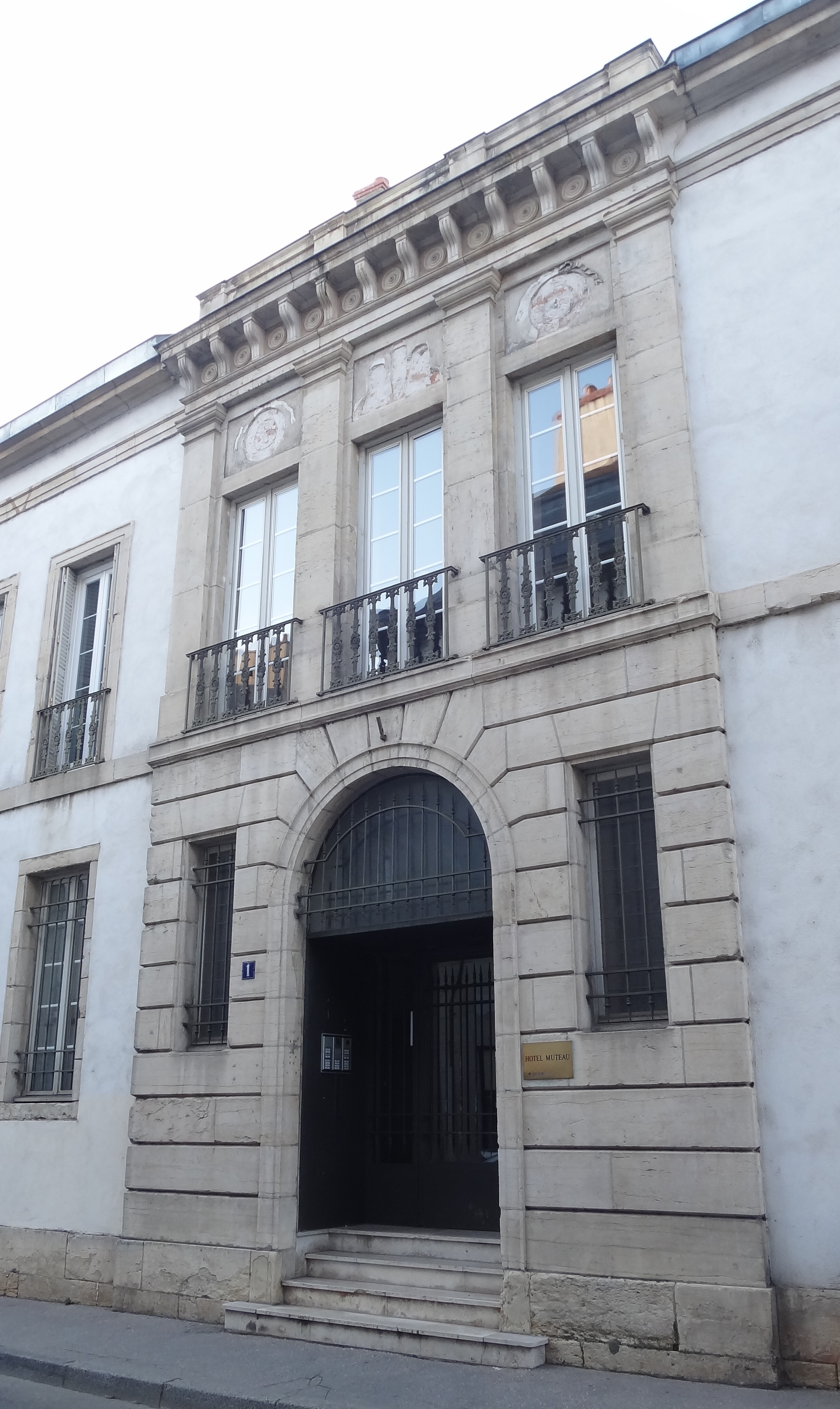
Façade et entrée principale
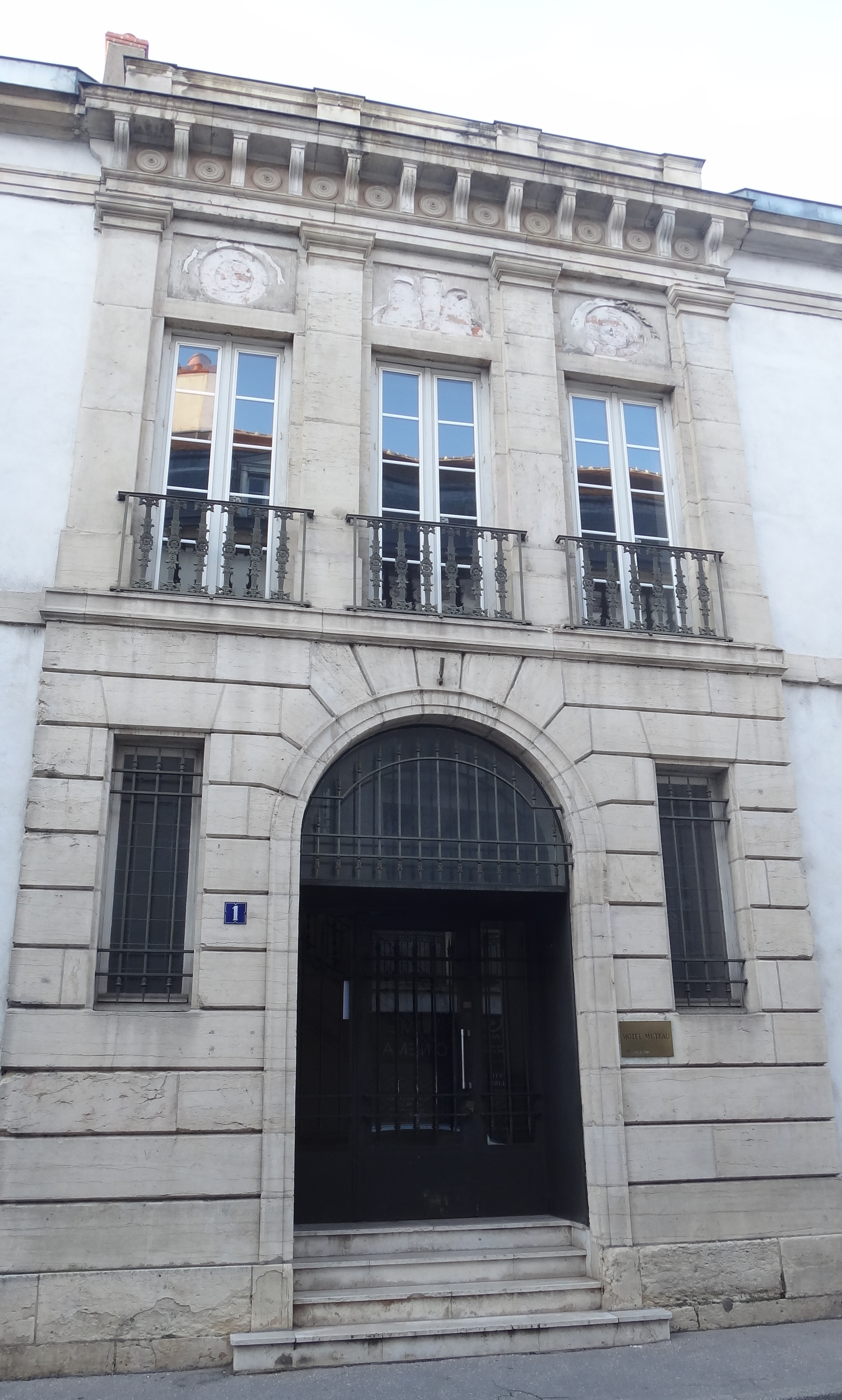
Façade et entrée principale